# Hexatoma atroantica
Hexatoma atroantica är en tvåvingeart som beskrevs av Alexander 1957. Hexatoma atroantica ingår i släktet Hexatoma och familjen småharkrankar. Inga underarter finns listade i Catalogue of Life.